# Morimoto Daiki
Daiki Morimoto (sinh ngày 15 tháng 9 năm 1995) là một cầu thủ bóng đá người Nhật Bản.

## Sự nghiệp câu lạc bộ
Daiki Morimoto đã từng chơi cho Matsumoto Yamaga FC.